# Universidad Laboral de Alcalá de Henares
La Universidad Laboral de Alcalá de Henares (ULAH o ULA) era un centro docente construido en 1966, perteneciente al Ministerio de Trabajo y financiado por las Mutualidades Laborales. En 1979 fue renombrado como Centro de Enseñanzas Integradas de Alcalá de Henares (CEI Alcalá de Henares) y traspasado al Ministerio de Educación y Ciencia. En la actualidad se denomina Instituto de Educación Secundaria Antonio Machado (IES Antonio Machado).

## Educación impartida
La Universidad Laboral fue, por antigüedad, el segundo centro de enseñanzas medias de Alcalá de Henares, después del Instituto Complutense.

### Enseñanzas regladas
- Educación secundaria

- Bachillerato Unificado Polivalente (BUP)
- Curso de Orientación Universitaria (COU)
- Formación profesional

- de primer grado
- de segundo grado
- Ingeniería técnica

- Ingeniería técnica en Telecomunicaciones (Teleco)
- Ingeniería Técnica en las especialidades de equipos electrónicos, electrónica industrial y de topografía.

### Enseñanzas no regladas
- Encaminadas a la formación de técnicos y profesionales.

## Instalaciones
Edificio diseñado por el arquitecto Martín José Marcide Odriozola, y localizado en el denominado “Campo del Ángel” de Alcalá de Henares, con una superficie de casi 11 ha. Formado por un edificio central de doce plantas, al que están adosados perpendicularmente en sus laterales dos edificios de seis plantas; además rodeándolos, hay un conjunto de edificaciones de dos plantas. El actual es una remodelación, en el que se demolieron 5 plantas de la edificación principal (por aluminosis), y está ubicado en la calle Alalpardo s/n, de Alcalá de Henares (Madrid).
Tenía capacidad para cinco mil alumnos en doble turno; el internado para tres mil. La residencia estaba formada por cinco colegios mayores y cuatro menores.

### Deportivas
Gimnasio de 3.000 m², una piscina olímpica, pistas de atletismo, campos de balónmano, baloncesto, fútbol, hockey, frontón. Piscina cubierta y de verano.

### Laboratorios
Disponía de 15 laboratorios: Biología, Química General, Química Aplicada, Física General, Física Aplicada, Medidas Eléctricas, Ajustes Medidas, Análisis de Soldadura, Equipos Electrónicos, Ensayos Mecánicos, Motores Térmicos, Radio Comunicación, Radar y Microondas e Idiomas.

### Talleres
Inicialmente albergaba 13 talleres con capacidad para 300 alumnos: ajuste, bobinadores, carpintería, fresa, máquinas eléctricas, oxicorte, radio, soldaduras eléctricas, soldaduras especiales, soldaduras oxiacetilénicas, teletipos, televisión y torno. En el curso 1968-69 se inauguraron nuevos talleres de forja-chapistería, máquinas herramientas y módulos-fundición.

### Sanitarias
Servicios sanitarios con salas de consulta, salas de cura, de rayos X y de convalecientes, farmacia y una enfermería con veinticuatro camas. Gabinete psicotécnico. 

### Otras
- En la planta baja: las dependencias administrativas, los departamentos docentes, cuarenta y ocho aulas normales y nueve especiales (idiomas, etc.) y un gran salón de actos multiusos (teatro, cine, exámenes, etc)
- En la planta inferior: biblioteca, comedores, y otras instalaciones de servicio.
- En los internados: Salas de juegos y televisión.

## Acceso
- Autobuses urbanos: Líneas L1 y L8 con paradas en la misma puerta del recinto académico.[10]
- Autobuses Interurbanos: Continental Autobuses Línea 227, para el trayecto de Madrid (Avda. de América) - Alcalá de Henares.
- Cercanías RENFE: Estación de "Alcalá de Henares". Está a unos 400 metros.[11]

## Documentales
- Franco inaugura la Universidad Laboral de Alcalá de Henares; recorrido por sus instalaciones. NO-DO. 13-03-1967. N.º 1.262B
- Una Universidad laboral (Alcalá de Henares).	NO-DO Imágenes. 10-07-1967. N.º 1.174